# مناره انزلی
مناره انزلی یا برج ساعت در گذشته به عنوان فانوس دریایی بندر انزلی بود و امروز ساعت را به اهالی انزلی نشان می‌دهد.

## معرفی مناره
طبق نوشته‌ها در سفرنامهٔ خسروخان گرجی حاکم گیلان آن را در سال ۱۲۳۰ هجری - قمری برابر ۱۸۱۵ میلادی و ۱۱۹۴ شمسی از آجر بنا نهاده‌است. هدف از ایجاد این بنا، دیده‌بانی از دریا و هم به منزله فانوس دریائی بوده‌است تا دریانوردان شب هنگام ساحل را با مشاهده روشنائی در بالای منار، شناسائی و شناور خود را به داخل کانال برسانند، روی همین اصل، چراغی برفراز آن روشن و نگهبانی در آنجا به کشیک دادن می‌ایستاد. در سال ۱۳۰۷ شمسی پس از مرمت این برج ساعتی چهارسو برفراز آن استوار گردید. شهرداری این ساعت را که هفته کوک بوده از کشور آلمان خریداری و نصب نموده بود. متأسفانه سال‌ها بود که دیگر زنگ ساعت آن به گوش نمی‌رسید و ساعت از کار افتاده بود تا اینکه در سال ۱۳۶۹ شمسی شهرداری ساعت قدیمی را که فرسوده بود تعویض و ساعت الکتریکی را به جای آن نصب نموده‌است. ارتفاع منار ۲۸ متر تا بالکن ۲۰ متر است.

## نگارخانه

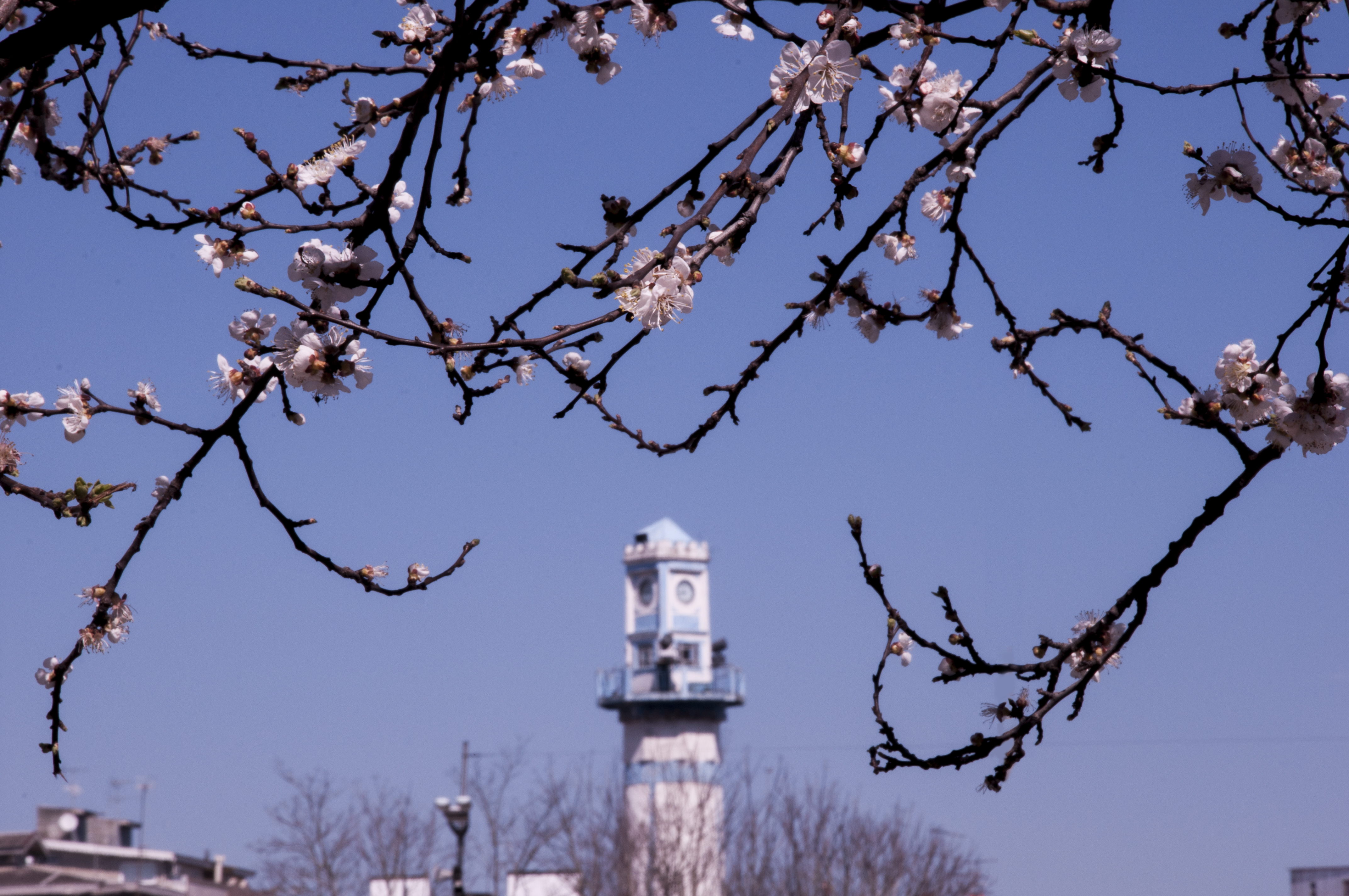
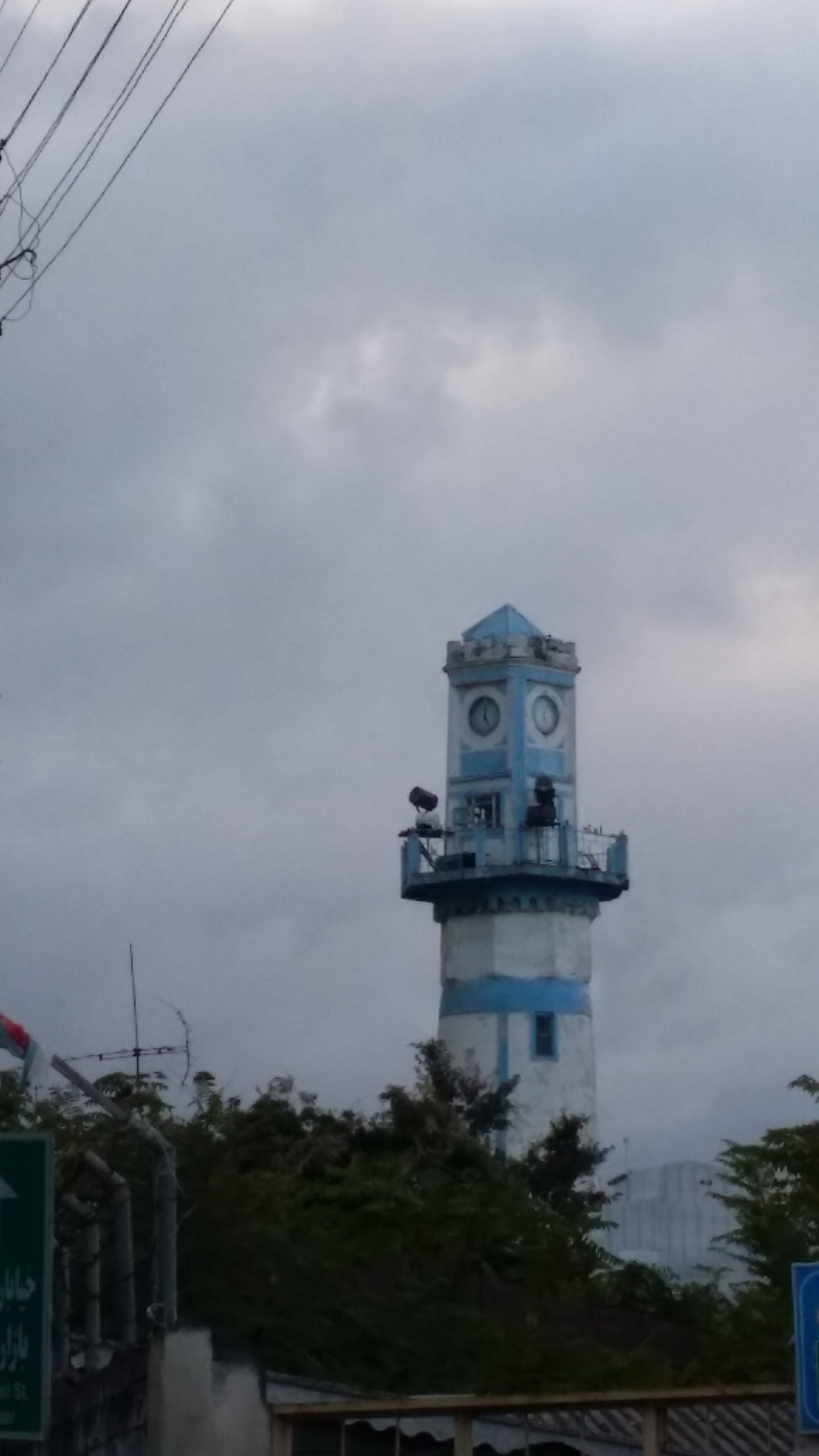
منارهٔ بندر انزلی
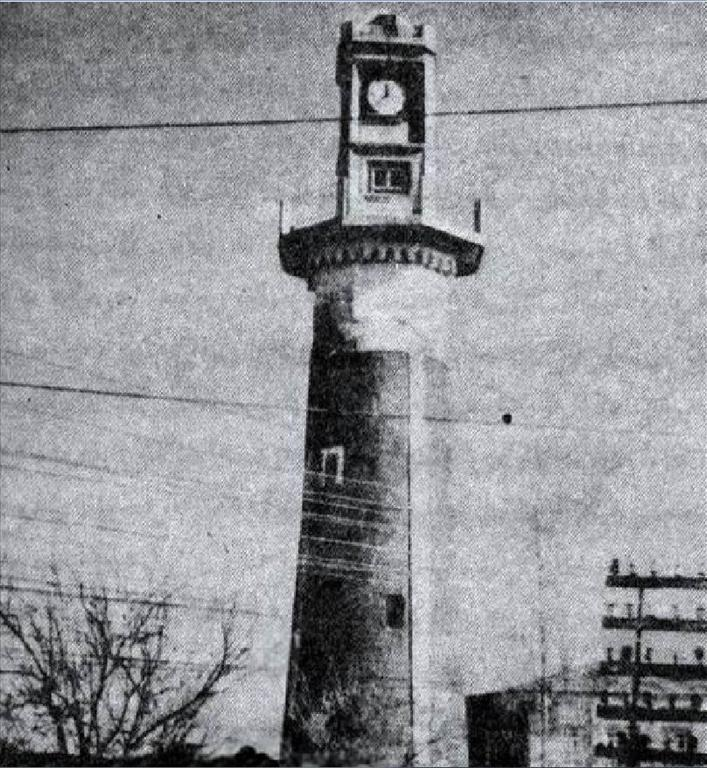
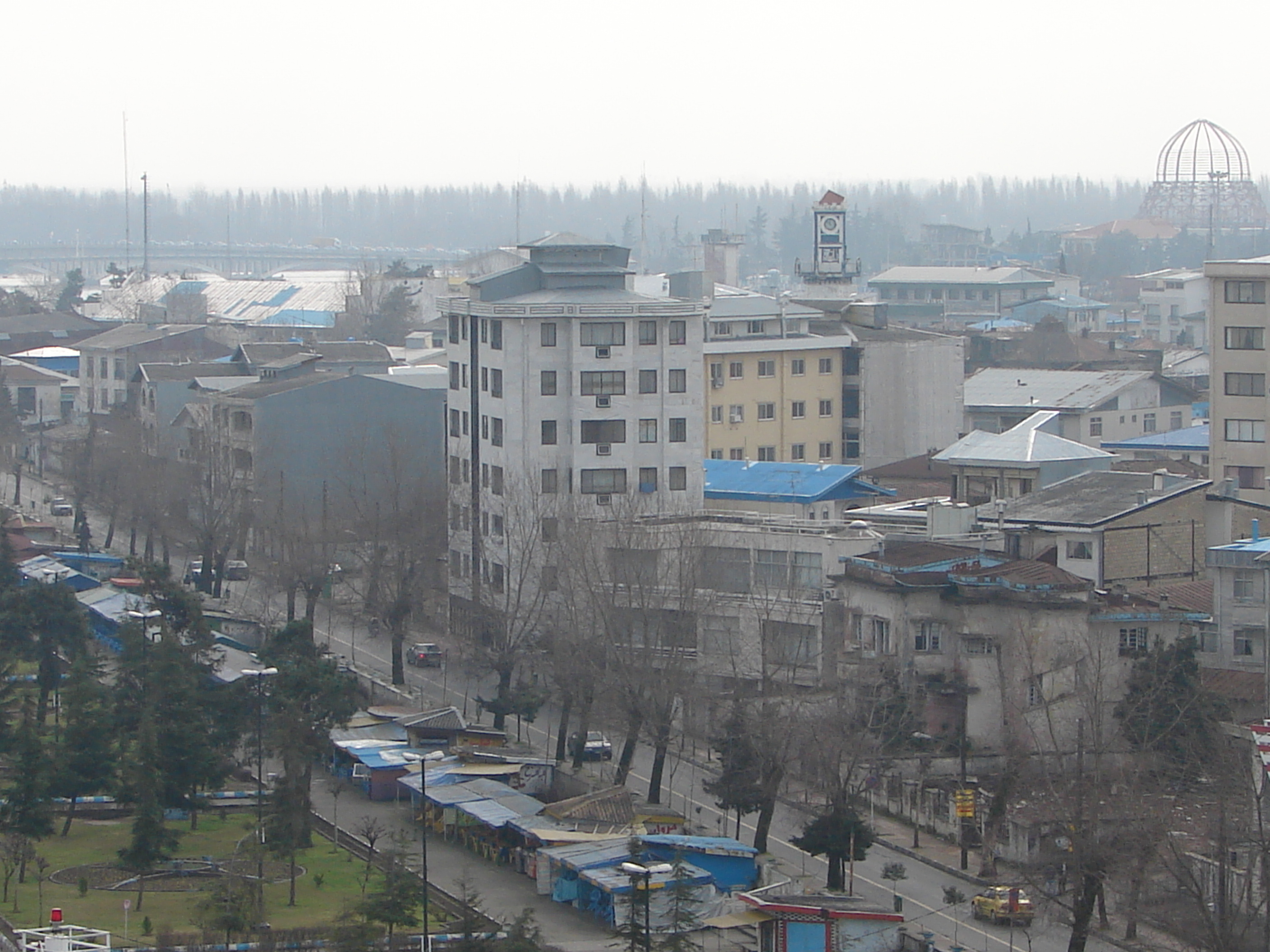
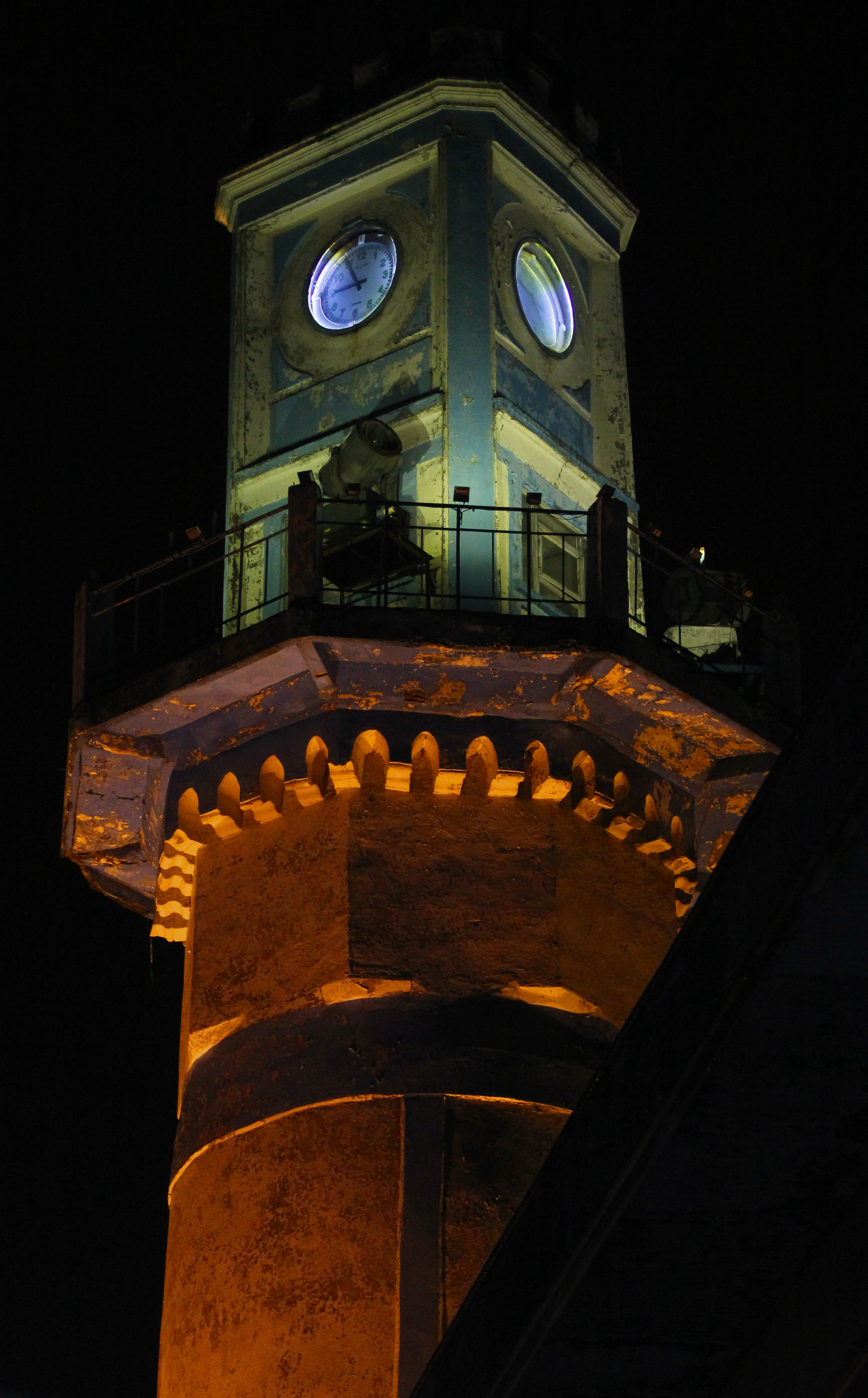
ساعت مناره از نزدیک
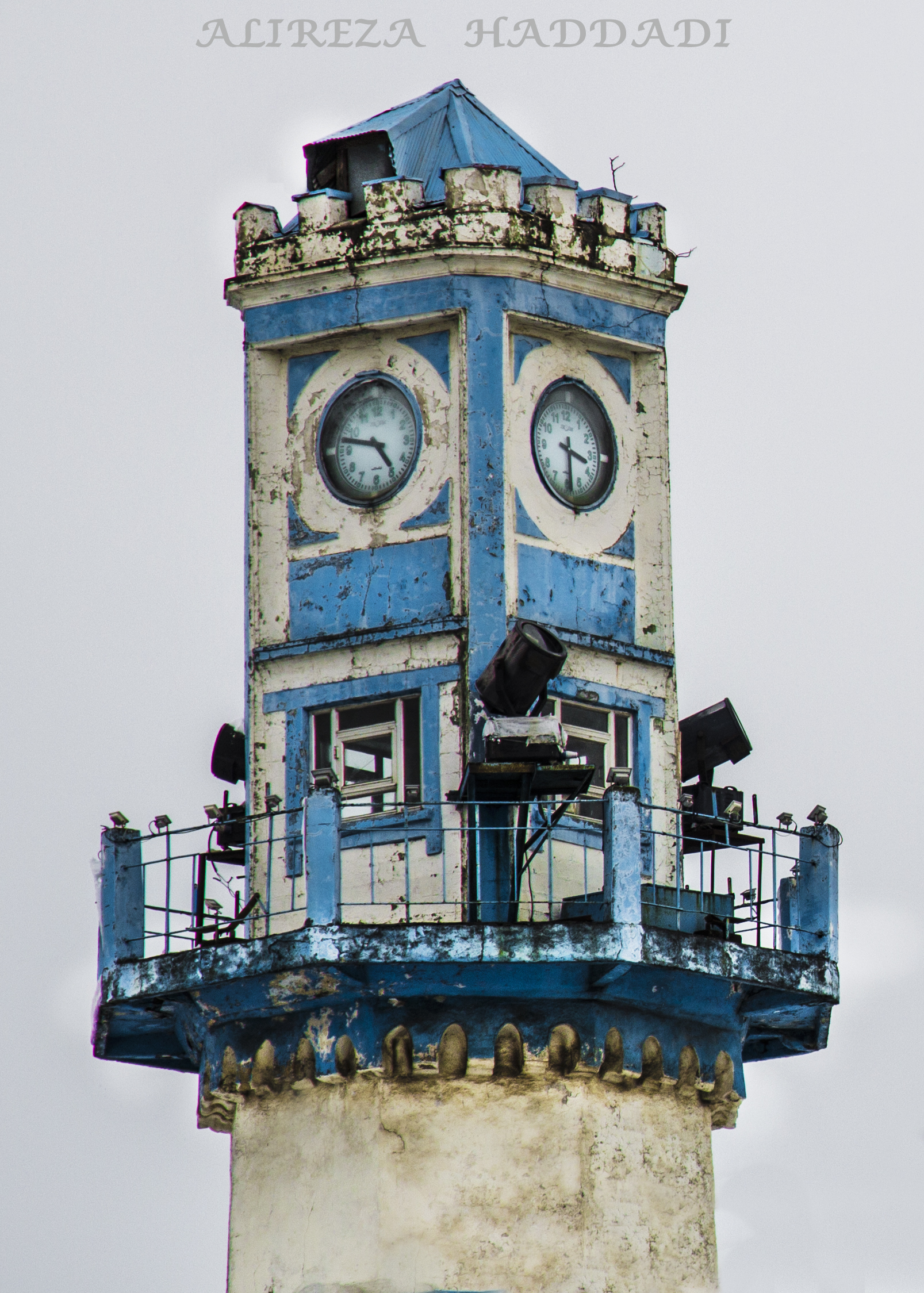
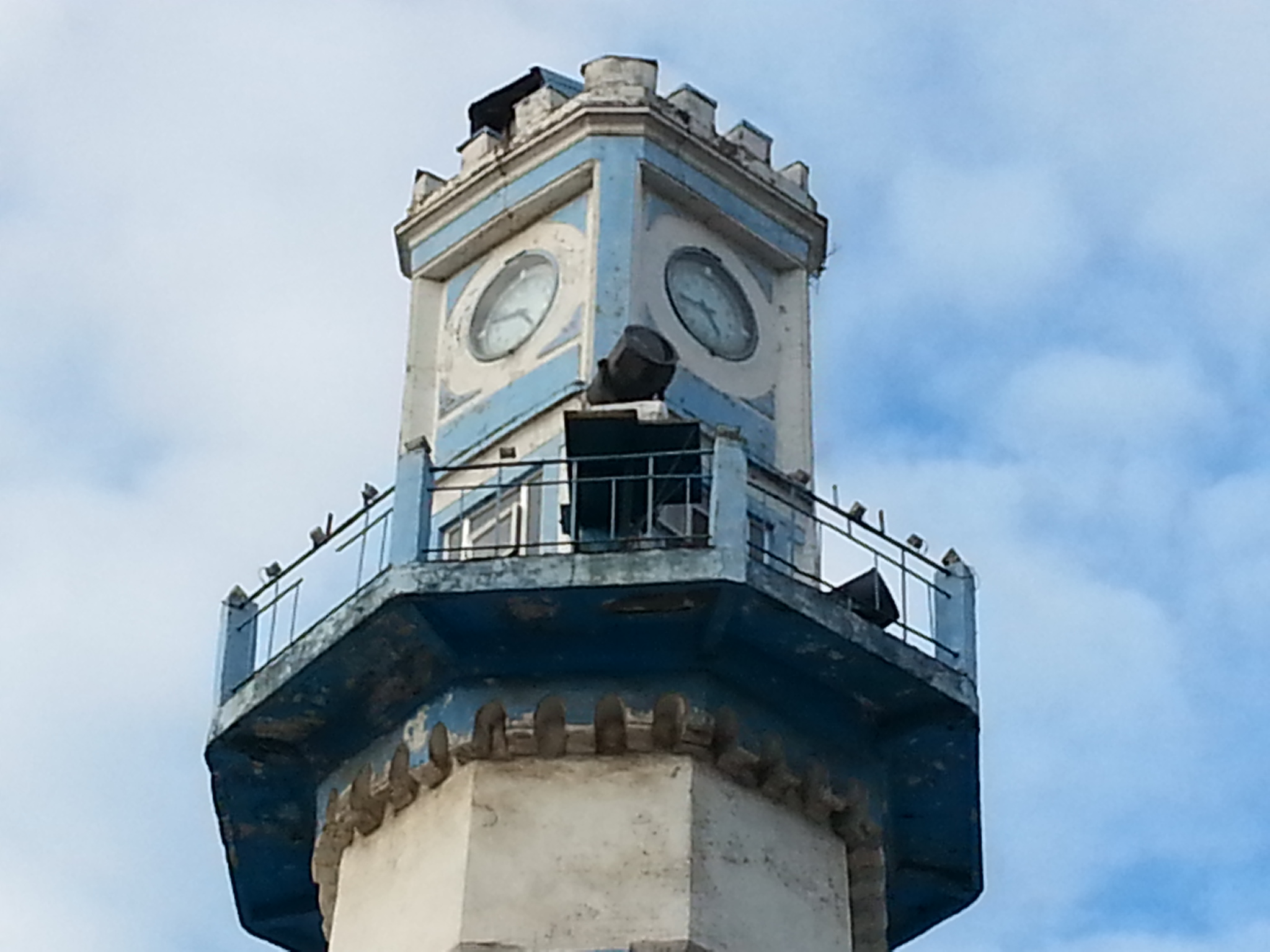
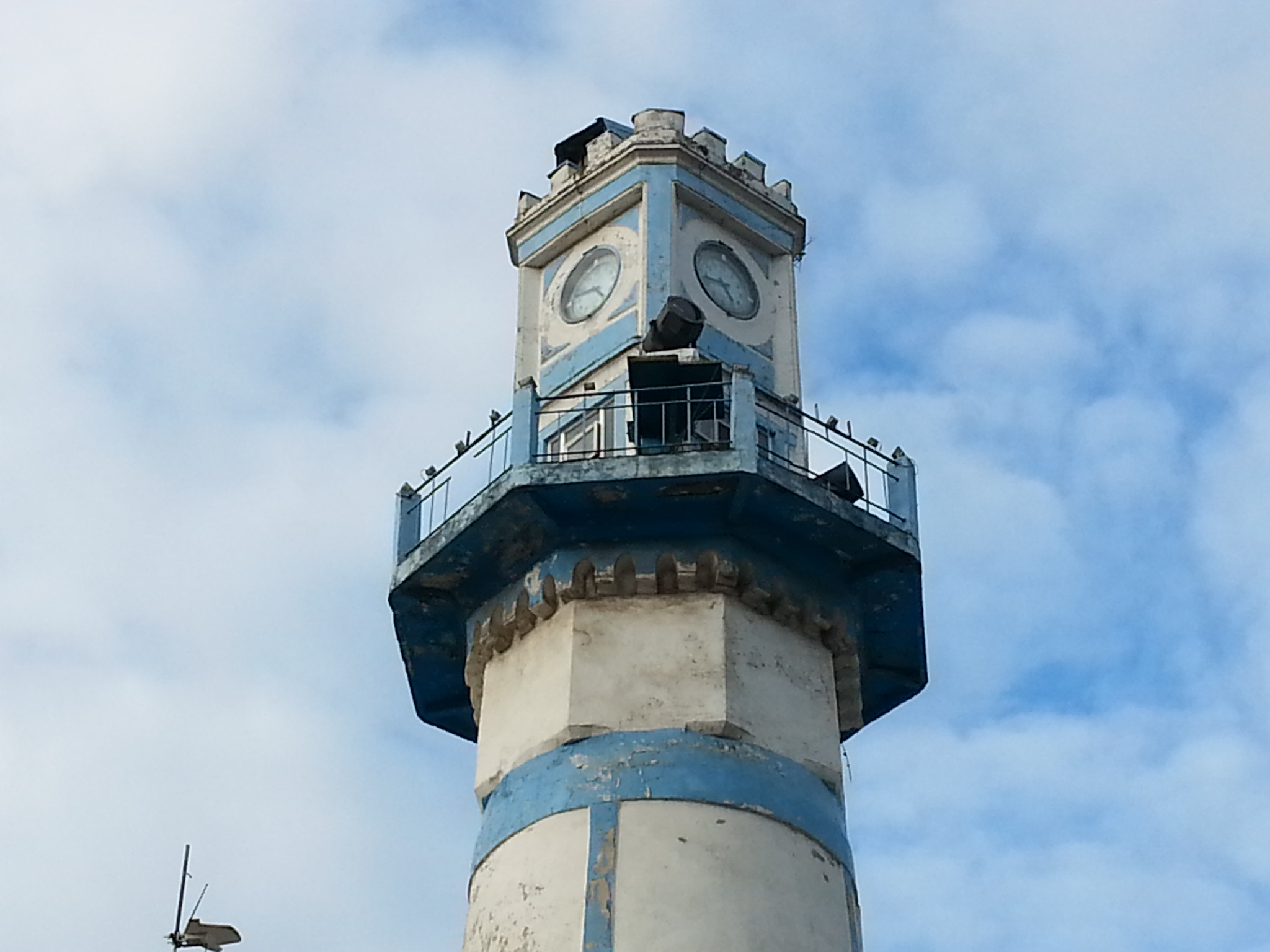
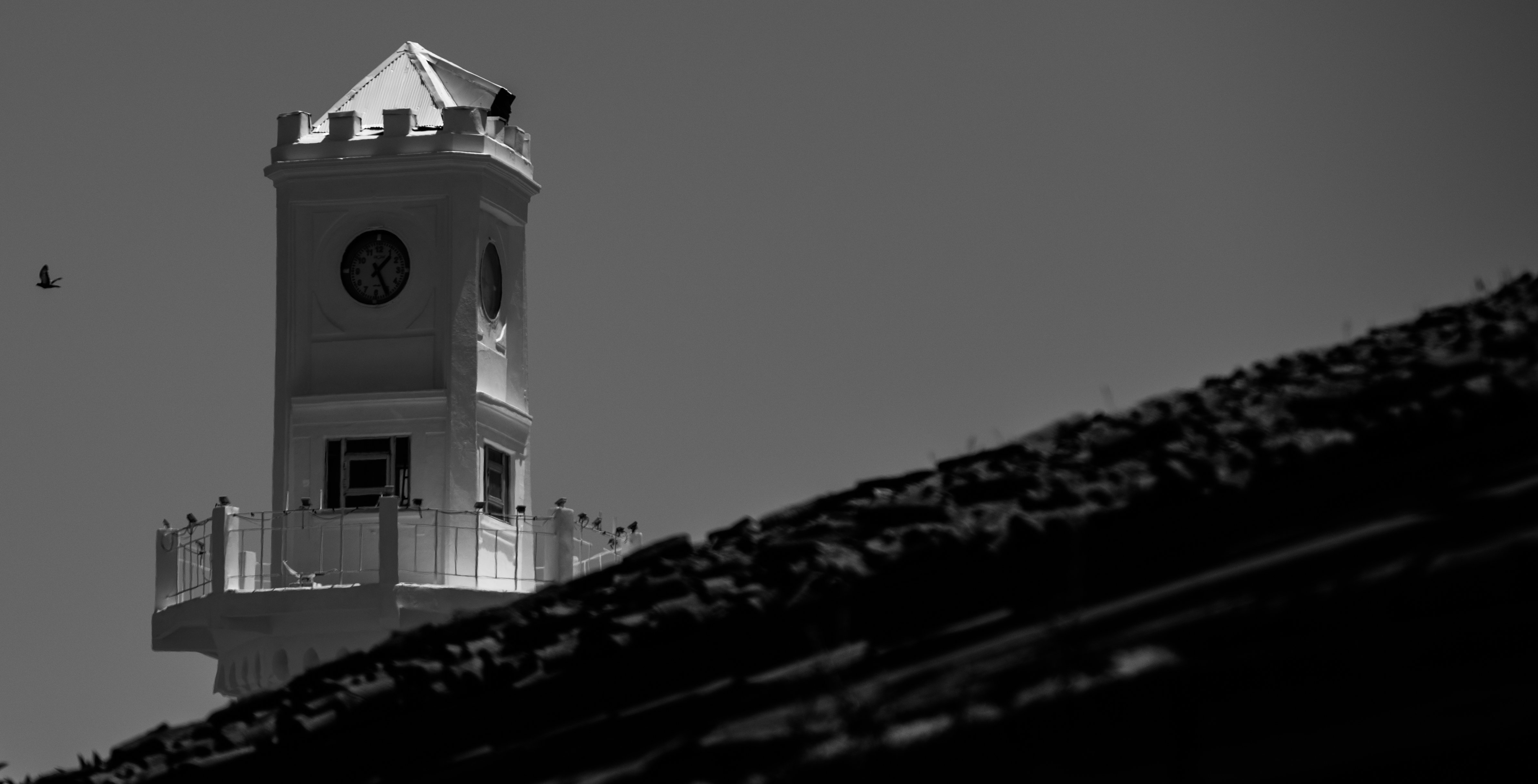